# Darymna forticarinata
Darymna forticarinata är en stekelart som först beskrevs av Cameron 1907.  Darymna forticarinata ingår i släktet Darymna och familjen brokparasitsteklar. Inga underarter finns listade i Catalogue of Life.